# Peridontopyge rubescens
Peridontopyge rubescens är en mångfotingart som beskrevs av Carl Graf Attems 1927. Peridontopyge rubescens ingår i släktet Peridontopyge och familjen Odontopygidae. Inga underarter finns listade i Catalogue of Life.